# نيسان بلوبيرد

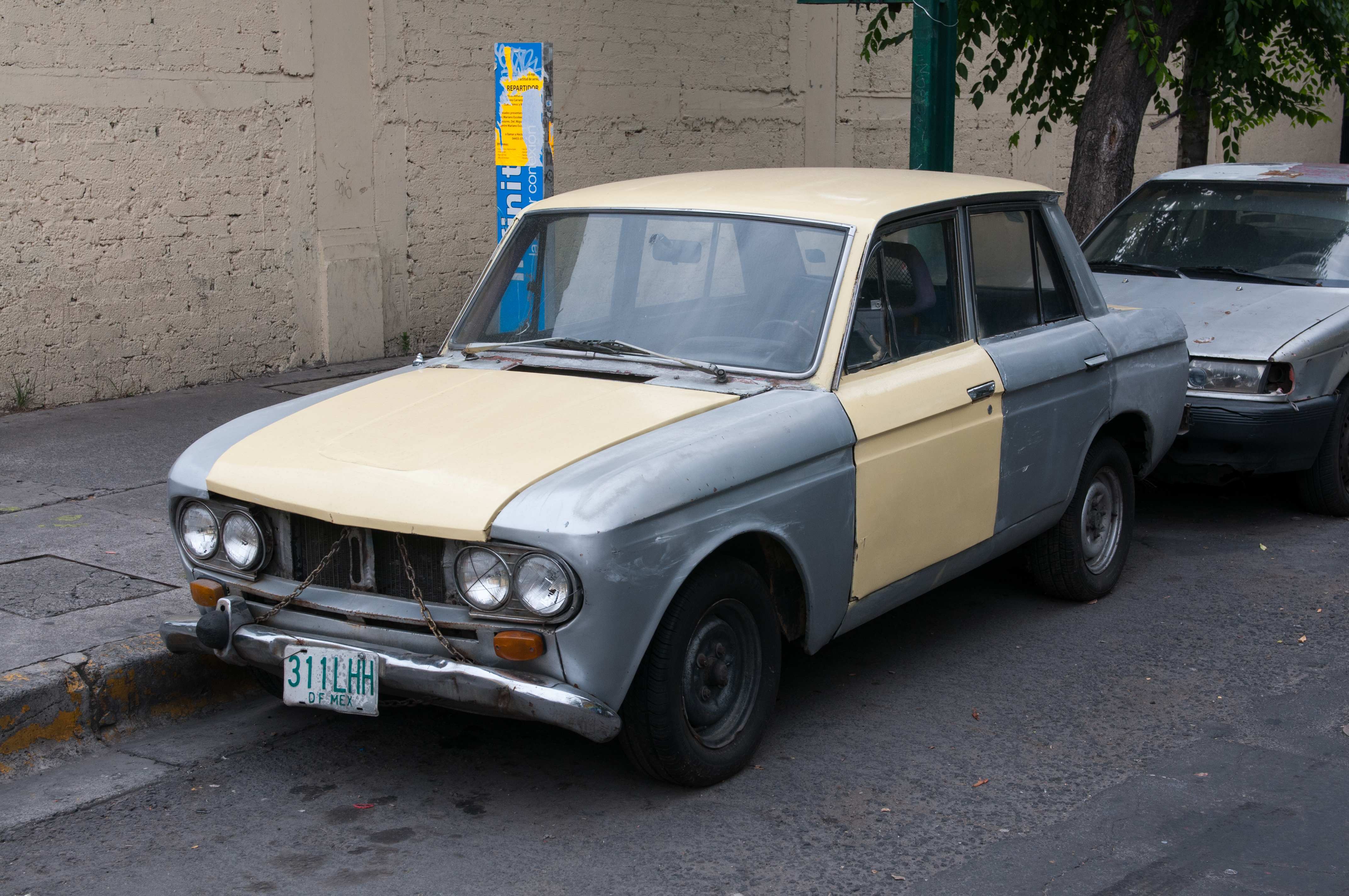
Datsun Bluebird P410

نيسان بلوبيرد (بالإنجليزية: Nissan Bluebird)‏ هي سيارة من تصنيع شركة نيسان موتورز.